# Brueil-en-Vexin
Brueil-en-Vexin är en kommun i departementet Yvelines i regionen Île-de-France i norra Frankrike. Kommunen ligger i kantonen Limay som tillhör arrondissementet Mantes-la-Jolie. År 2022 hade Brueil-en-Vexin 667 invånare.

## Befolkningsutveckling
Antalet invånare i kommunen Brueil-en-Vexin
| Referens: INSEE |